# Min ponny
Min ponny är en barnsång på svenska med text och musik av Gullan Bornemark.

## Inspelningar
En inspelning gjordes på singeln "Gumman i lådan" med Gullan Bornemark själv och hennes barn Eva och Sven tillsammans med Malmö snurrorkester. Black Ingvars spelade in sin version på albumet Sjung och var glad med Black-Ingvars 1997. 

### Fotnoter
1. ↑  ”Gumman i lådan / Gullan, Eva och Sven Bornemark”. Svensk mediedatabas. http://smdb.kb.se/catalog/id/001458877. Läst 16 maj 2011.
2. ↑  ”Svensk mediedatabas”. http://smdb.kb.se/catalog/id/001516245. Läst 16 maj 2011.